# Maltese Constitutionele Geschiedenis-serie
Malta heeft in de periode van 2011 tot en met 2015 jaarlijks een nationale 2-euroherdenkingsmunt uitgegeven, die de constitutionele geschiedenis van het land beschrijft. Op iedere munt is op de nationale zijde van de munt een belangrijke gebeurtenis uit de constitutionele geschiedenis van Malta afgebeeld. Hieronder staat een tabel met een overzicht van de uitgegeven munten:
| 2011 | 1 | Eerste gekozen vertegenwoordiger in 1849                                              |  | Op het binnenste deel van deze munt staat een hand die een stembiljet in een stembus werpt, ter herdenking van de verkiezing, in 1849, van de eerste Maltese vertegenwoordigers in de Regeringsraad. Deze raad adviseerde de Britse gouverneur van Malta, dat sinds het Verdrag van Parijs van 1814 een Britse kolonie was. In het binnenste deel van de munt staan rechtsboven de woorden “MALTA – First elected representatives 1849”. Langs de buitenrand van de munt zijn de twaalf sterren van de Europese Unie afgebeeld. | Op het binnenste deel van deze munt staat een hand die een stembiljet in een stembus werpt, ter herdenking van de verkiezing, in 1849, van de eerste Maltese vertegenwoordigers in de Regeringsraad. Deze raad adviseerde de Britse gouverneur van Malta, dat sinds het Verdrag van Parijs van 1814 een Britse kolonie was. In het binnenste deel van de munt staan rechtsboven de woorden “MALTA – First elected representatives 1849”. Langs de buitenrand van de munt zijn de twaalf sterren van de Europese Unie afgebeeld. | Op het binnenste deel van deze munt staat een hand die een stembiljet in een stembus werpt, ter herdenking van de verkiezing, in 1849, van de eerste Maltese vertegenwoordigers in de Regeringsraad. Deze raad adviseerde de Britse gouverneur van Malta, dat sinds het Verdrag van Parijs van 1814 een Britse kolonie was. In het binnenste deel van de munt staan rechtsboven de woorden “MALTA – First elected representatives 1849”. Langs de buitenrand van de munt zijn de twaalf sterren van de Europese Unie afgebeeld. | Op het binnenste deel van deze munt staat een hand die een stembiljet in een stembus werpt, ter herdenking van de verkiezing, in 1849, van de eerste Maltese vertegenwoordigers in de Regeringsraad. Deze raad adviseerde de Britse gouverneur van Malta, dat sinds het Verdrag van Parijs van 1814 een Britse kolonie was. In het binnenste deel van de munt staan rechtsboven de woorden “MALTA – First elected representatives 1849”. Langs de buitenrand van de munt zijn de twaalf sterren van de Europese Unie afgebeeld. | Op het binnenste deel van deze munt staat een hand die een stembiljet in een stembus werpt, ter herdenking van de verkiezing, in 1849, van de eerste Maltese vertegenwoordigers in de Regeringsraad. Deze raad adviseerde de Britse gouverneur van Malta, dat sinds het Verdrag van Parijs van 1814 een Britse kolonie was. In het binnenste deel van de munt staan rechtsboven de woorden “MALTA – First elected representatives 1849”. Langs de buitenrand van de munt zijn de twaalf sterren van de Europese Unie afgebeeld. |
| 2012 | 2 | Majority Representation in 1887                                                       |  | Het ontwerp is van de hand van de Maltese kunstenaar Gianni Bonnici en toont een uitbundige menigte met het paleis van de gouverneur in Valletta op de achtergrond. In het binnenste gedeelte van de munt staat bovenaan in een halve cirkel het opschrift „MALTA — Majority representation 1887”. Onderaan bevindt zich het jaartal „2012”. Langs de buitenrand van de munt zijn de twaalf sterren van de vlag van de Europese Unie afgebeeld. | Het ontwerp is van de hand van de Maltese kunstenaar Gianni Bonnici en toont een uitbundige menigte met het paleis van de gouverneur in Valletta op de achtergrond. In het binnenste gedeelte van de munt staat bovenaan in een halve cirkel het opschrift „MALTA — Majority representation 1887”. Onderaan bevindt zich het jaartal „2012”. Langs de buitenrand van de munt zijn de twaalf sterren van de vlag van de Europese Unie afgebeeld. | Het ontwerp is van de hand van de Maltese kunstenaar Gianni Bonnici en toont een uitbundige menigte met het paleis van de gouverneur in Valletta op de achtergrond. In het binnenste gedeelte van de munt staat bovenaan in een halve cirkel het opschrift „MALTA — Majority representation 1887”. Onderaan bevindt zich het jaartal „2012”. Langs de buitenrand van de munt zijn de twaalf sterren van de vlag van de Europese Unie afgebeeld. | Het ontwerp is van de hand van de Maltese kunstenaar Gianni Bonnici en toont een uitbundige menigte met het paleis van de gouverneur in Valletta op de achtergrond. In het binnenste gedeelte van de munt staat bovenaan in een halve cirkel het opschrift „MALTA — Majority representation 1887”. Onderaan bevindt zich het jaartal „2012”. Langs de buitenrand van de munt zijn de twaalf sterren van de vlag van de Europese Unie afgebeeld. | Het ontwerp is van de hand van de Maltese kunstenaar Gianni Bonnici en toont een uitbundige menigte met het paleis van de gouverneur in Valletta op de achtergrond. In het binnenste gedeelte van de munt staat bovenaan in een halve cirkel het opschrift „MALTA — Majority representation 1887”. Onderaan bevindt zich het jaartal „2012”. Langs de buitenrand van de munt zijn de twaalf sterren van de vlag van de Europese Unie afgebeeld. |
| 2013 | 3 | Zelfbestuur in 1921                                                                   |  | De munt toont een kaart van de Maltese eilanden en een vertegenwoordiging van de bevolking. Onderaan staat het jaartal „2013”. Bovenaan, in een halve cirkel, staan de woorden „MALTA — Self-government 1921”. Langs de buitenrand van de munt zijn de twaalf sterren van de Europese vlag afgebeeld. | De munt toont een kaart van de Maltese eilanden en een vertegenwoordiging van de bevolking. Onderaan staat het jaartal „2013”. Bovenaan, in een halve cirkel, staan de woorden „MALTA — Self-government 1921”. Langs de buitenrand van de munt zijn de twaalf sterren van de Europese vlag afgebeeld. | De munt toont een kaart van de Maltese eilanden en een vertegenwoordiging van de bevolking. Onderaan staat het jaartal „2013”. Bovenaan, in een halve cirkel, staan de woorden „MALTA — Self-government 1921”. Langs de buitenrand van de munt zijn de twaalf sterren van de Europese vlag afgebeeld. | De munt toont een kaart van de Maltese eilanden en een vertegenwoordiging van de bevolking. Onderaan staat het jaartal „2013”. Bovenaan, in een halve cirkel, staan de woorden „MALTA — Self-government 1921”. Langs de buitenrand van de munt zijn de twaalf sterren van de Europese vlag afgebeeld. | De munt toont een kaart van de Maltese eilanden en een vertegenwoordiging van de bevolking. Onderaan staat het jaartal „2013”. Bovenaan, in een halve cirkel, staan de woorden „MALTA — Self-government 1921”. Langs de buitenrand van de munt zijn de twaalf sterren van de Europese vlag afgebeeld. |
| 2014 | 4 | Onafhankelijkheid van Groot-Brittannië op 21 september 1964                           |  | Op de nationale zijde van het muntstuk staat een detail van het bronzen monument ter herdenking van de onafhankelijkheid, dat in 1989 door de kunstenaar Gianni Bonnici werd ontworpen. Het is een beeld van een jonge vrouw, die Malta voorstelt, die de Maltese vlag draagt. Rechts, in een halve cirkel, staat het opschrift „MALTA – Independence 1964” (MALTA – Onafhankelijkheid 1964) en onderaan „2014”, het jaar van uitgifte. Langs de buitenrand van de munt zijn de twaalf sterren van de Europese vlag afgebeeld. | Op de nationale zijde van het muntstuk staat een detail van het bronzen monument ter herdenking van de onafhankelijkheid, dat in 1989 door de kunstenaar Gianni Bonnici werd ontworpen. Het is een beeld van een jonge vrouw, die Malta voorstelt, die de Maltese vlag draagt. Rechts, in een halve cirkel, staat het opschrift „MALTA – Independence 1964” (MALTA – Onafhankelijkheid 1964) en onderaan „2014”, het jaar van uitgifte. Langs de buitenrand van de munt zijn de twaalf sterren van de Europese vlag afgebeeld. | Op de nationale zijde van het muntstuk staat een detail van het bronzen monument ter herdenking van de onafhankelijkheid, dat in 1989 door de kunstenaar Gianni Bonnici werd ontworpen. Het is een beeld van een jonge vrouw, die Malta voorstelt, die de Maltese vlag draagt. Rechts, in een halve cirkel, staat het opschrift „MALTA – Independence 1964” (MALTA – Onafhankelijkheid 1964) en onderaan „2014”, het jaar van uitgifte. Langs de buitenrand van de munt zijn de twaalf sterren van de Europese vlag afgebeeld. | Op de nationale zijde van het muntstuk staat een detail van het bronzen monument ter herdenking van de onafhankelijkheid, dat in 1989 door de kunstenaar Gianni Bonnici werd ontworpen. Het is een beeld van een jonge vrouw, die Malta voorstelt, die de Maltese vlag draagt. Rechts, in een halve cirkel, staat het opschrift „MALTA – Independence 1964” (MALTA – Onafhankelijkheid 1964) en onderaan „2014”, het jaar van uitgifte. Langs de buitenrand van de munt zijn de twaalf sterren van de Europese vlag afgebeeld. | Op de nationale zijde van het muntstuk staat een detail van het bronzen monument ter herdenking van de onafhankelijkheid, dat in 1989 door de kunstenaar Gianni Bonnici werd ontworpen. Het is een beeld van een jonge vrouw, die Malta voorstelt, die de Maltese vlag draagt. Rechts, in een halve cirkel, staat het opschrift „MALTA – Independence 1964” (MALTA – Onafhankelijkheid 1964) en onderaan „2014”, het jaar van uitgifte. Langs de buitenrand van de munt zijn de twaalf sterren van de Europese vlag afgebeeld. |
| 2015 | 5 | Proclamatie parlementaire Republiek met invoering nieuwe grondwet op 13 december 1974 |  | De munt is de laatste in een reeks van vijf ter herdenking van mijlpalen in de grondwettelijke geschiedenis van Malta. Na grondwettelijke wijzigingen die werden goedgekeurd door een grote meerderheid van het Maltese parlement werd Malta op 13 december 1974 een republiek. Op het ontwerp is een marmeren gedenkplaat afgebeeld die op de voorgevel van het presidentiële paleis in Valletta is aangebracht ter gedachtenis van de Maltese overgang van monarchie naar republiek. Rechts bovenaan staat in een halve cirkel de inscriptie „MALTA — Republic 1974”. Onderaan staat het jaartal „2015”. Langs de buitenrand van de munt zijn de twaalf sterren van de Europese vlag afgebeeld. | De munt is de laatste in een reeks van vijf ter herdenking van mijlpalen in de grondwettelijke geschiedenis van Malta. Na grondwettelijke wijzigingen die werden goedgekeurd door een grote meerderheid van het Maltese parlement werd Malta op 13 december 1974 een republiek. Op het ontwerp is een marmeren gedenkplaat afgebeeld die op de voorgevel van het presidentiële paleis in Valletta is aangebracht ter gedachtenis van de Maltese overgang van monarchie naar republiek. Rechts bovenaan staat in een halve cirkel de inscriptie „MALTA — Republic 1974”. Onderaan staat het jaartal „2015”. Langs de buitenrand van de munt zijn de twaalf sterren van de Europese vlag afgebeeld. | De munt is de laatste in een reeks van vijf ter herdenking van mijlpalen in de grondwettelijke geschiedenis van Malta. Na grondwettelijke wijzigingen die werden goedgekeurd door een grote meerderheid van het Maltese parlement werd Malta op 13 december 1974 een republiek. Op het ontwerp is een marmeren gedenkplaat afgebeeld die op de voorgevel van het presidentiële paleis in Valletta is aangebracht ter gedachtenis van de Maltese overgang van monarchie naar republiek. Rechts bovenaan staat in een halve cirkel de inscriptie „MALTA — Republic 1974”. Onderaan staat het jaartal „2015”. Langs de buitenrand van de munt zijn de twaalf sterren van de Europese vlag afgebeeld. | De munt is de laatste in een reeks van vijf ter herdenking van mijlpalen in de grondwettelijke geschiedenis van Malta. Na grondwettelijke wijzigingen die werden goedgekeurd door een grote meerderheid van het Maltese parlement werd Malta op 13 december 1974 een republiek. Op het ontwerp is een marmeren gedenkplaat afgebeeld die op de voorgevel van het presidentiële paleis in Valletta is aangebracht ter gedachtenis van de Maltese overgang van monarchie naar republiek. Rechts bovenaan staat in een halve cirkel de inscriptie „MALTA — Republic 1974”. Onderaan staat het jaartal „2015”. Langs de buitenrand van de munt zijn de twaalf sterren van de Europese vlag afgebeeld. | De munt is de laatste in een reeks van vijf ter herdenking van mijlpalen in de grondwettelijke geschiedenis van Malta. Na grondwettelijke wijzigingen die werden goedgekeurd door een grote meerderheid van het Maltese parlement werd Malta op 13 december 1974 een republiek. Op het ontwerp is een marmeren gedenkplaat afgebeeld die op de voorgevel van het presidentiële paleis in Valletta is aangebracht ter gedachtenis van de Maltese overgang van monarchie naar republiek. Rechts bovenaan staat in een halve cirkel de inscriptie „MALTA — Republic 1974”. Onderaan staat het jaartal „2015”. Langs de buitenrand van de munt zijn de twaalf sterren van de Europese vlag afgebeeld. |